# Isatis caucasica
Isatis caucasica är en korsblommig växtart som först beskrevs av Franz Josef Ivanovich Ruprecht, och fick sitt nu gällande namn av Nikolaj Adolfovitj Busj. Isatis caucasica ingår i släktet vejdar, och familjen korsblommiga växter. Inga underarter finns listade i Catalogue of Life.